# Секс і місто (фільм)
«Секс і місто» (англ. Sex and the City) — американська романтична комедія 2008 року, написав сценарій та зняв Майкл Патрік Кінг як свійдебютний повнометражний фільм. Це продовження телесеріалу 1998—2004 років про чотирьох подруг з Нью-Йорку: Керрі Бредшоу (Сара Джессіка Паркер), Саманту Джонс (Кім Кетролл), Шарлотту Йорк Голденблат (Крістін Девіс) і Міранду Гоббс (Синтія Ніксон) та їхніх друзів.
Світова прем'єра відбулася на Лестер-сквер у Лондоні 15 травня 2008 року, прем'єра у Великій Британії відбулася 28 травня 2008 року, в США 30 травня того ж року. В Україні у кінопрокаті прем'єра фільму відбулась 19 червня 2008. Попри неоднозначні відгуки критиків, які називали фільм розширеним епізодом серіалу, він мав комерційний успіх, зібравши понад 415 мільйонів доларів у всьому світі з бюджетом у 65 мільйонів доларів.
Продовження фільму під назвою «Секс і місто 2» вийшло 2010 року з аналогічним комерційним успіхом, але ще більшим провалом у критиків. Третій фільм було анонсовано в грудні 2016 року, але зрештою його скасували та замінили міні-серіалом-продовженням «І просто так…» на HBO Max.

## Акторський склад
- Сара Джессіка Паркер у ролі Керрі Бредшоу
- Кім Кетролл у ролі Саманти Джонс
- Крістін Девіс — Шарлотта Йорк Голденблат
- Синтія Ніксон у ролі Міранди Гоббс
- Кріс Нот — Джон Джеймс «Містер Біг» Престон
- Дженніфер Хадсон — Луїза, помічниця Керрі
- Девід Айгенберг у ролі Стіва Брейді
- Джейсон Льюїс — Джеррі «Сміт» Джеррод
- Еван Хендлер — Гаррі Голденблат
- Віллі Гарсон у ролі Стенфорда Блатча
- Маріо Кантоне — Ентоні Марентіно
- Лінн Коен у ролі Магди
- Кендіс Берген в ролі Енід Фрік
- Анналі Ешфорд у ролі розбещеної королеви етикеток
- Андре Леон Теллі (епізодична роль) у ролі керівника журналу Vogue
- Джозеф Пупо в ролі Брейді Гоббса, сина Міранди та Стіва
- Александра та Паркер Фонг у ролі Лілі Голденблат, доньки Шарлотти та Гаррі
- Жиль Маріні в ролі Данте
- Моніка Мейхем — коханка Данте № 1
- Джулі Халстон — Бітсі фон Мафлінг
- Дафна Рубін-Вега в ролі дівчинки з дитячим голосом
- Бен Рінднер — офіціант
- Бріджит Еверетт у ролі п'яної учасниці вечірки
- Венн Кокс — Жінка на Хелловін № 1
- Філіп Крістофер — одружений чоловік

## Сприйняття

### Критика
Фільм отримав змішані відгуки: Rotten Tomatoes дав оцінку 49 % на основі 184 відгуків від критиків (середня оцінка 5.7/10) і 77 % від глядачів із середньою оцінкою 4/5 (250,000+ голосів). Загалом на сайті фільм має позитивний рейтинг, фільму зарахований «гнилий помідор» від кінокритиків і «попкорн» від глядачів, Internet Movie Database — 5,7/10 (124 044 голосів), Metacritic — 53/100 (38 відгуків критиків) і 6,2/10 від глядачів (234 голоси). Загалом на цьому ресурсі і від критиків, і від глядачів, фільм отримав позитивні відгуки.

### Касові збори
Під час показу в Україні, що розпочався 19 червня 2008 року, протягом першого тижня фільм був продемонстрований у 46 кінотеатрах і зібрав 476,429 $, що на той час дозволило йому зайняти 1 місце серед усіх прем'єр. Показ стрічки протривав 12 тижнів і завершився 7 вересня 2008 року. За цей час стрічка зібрала 1,216,927 $. Із цим показником стрічка посіла 12-те місце у кінопрокаті за касовими зборами в Україні 2012 року.
Під час показу у США протягом першого тижня фільм був продемонстрований у 3285 кінотеатрах і зібрав 57,038,404 $, що на той час дозволило йому зайняти 1 місце серед усіх прем'єр. Показ фільму протривав 112 днів (16 тижнів) і завершився 18 вересня 2008 року. За цей час фільм зібрав у прокаті у США 152,647,258  доларів США, а у решті світу 266,118,261 $ (за іншими даними 262,600,000 $), тобто загалом 418,765,519 $ (за іншими даними 415,247,258 $) при бюджеті 65 млн $.

### Нагороди і номінації[22]
| Нагорода                             | Рік  | Категорія                           | Номінант                                                                         | Результат | Примітки      |
| ------------------------------------ | ---- | ----------------------------------- | -------------------------------------------------------------------------------- | --------- | ------------- |
| Золотий трейлер                      | 2008 | Best Summer 2008 Blockbuster Poster | The Ant Farm                                                                     | Номінація | [ 23 ]        |
| MTV Movie Awards                     | 2008 | Best Summer Movie So Far            | Sex and the City                                                                 | Номінація | [ 24 ]        |
| National Movie Awards                | 2008 | Best Comedy                         | Sex and the City                                                                 | Номінація | [ 25 ] [ 26 ] |
| National Movie Awards                | 2008 | Best Female Performance             | Sarah Jessica Parker                                                             | Номінація | [ 25 ] [ 26 ] |
| Супутник                             | 2008 | Best Costume Design                 | Patricia Field                                                                   | Номінація | [ 27 ]        |
| Teen Choice Awards                   | 2008 | Choice Movie — Chick Flick          | Sex and the City                                                                 | Номінація | [ 28 ]        |
| Teen Choice Awards                   | 2008 | Choice Movie — Comedy Actress       | Sarah Jessica Parker                                                             | Номінація | [ 28 ]        |
| BMI Film & TV Awards                 | 2009 | BMI Film Music Award                | Aaron Zigman                                                                     | Перемога  | [ 29 ]        |
| Премія Гільдії художників з костюмів | 2009 | Excellence in Contemporary Film     | Patricia Field                                                                   | Номінація | [ 30 ] [ 31 ] |
| Вибір народу                         | 2009 | Favorite Cast                       | Sarah Jessica Parker, Kim Cattrall, Kristin Davis, Cynthia Nixon, and Chris Noth | Номінація | [ 32 ]        |
| Вибір народу                         | 2009 | Favorite Song from a Soundtrack     | «Labels or Love» by Fergie                                                       | Номінація | [ 32 ]        |

## Галерея

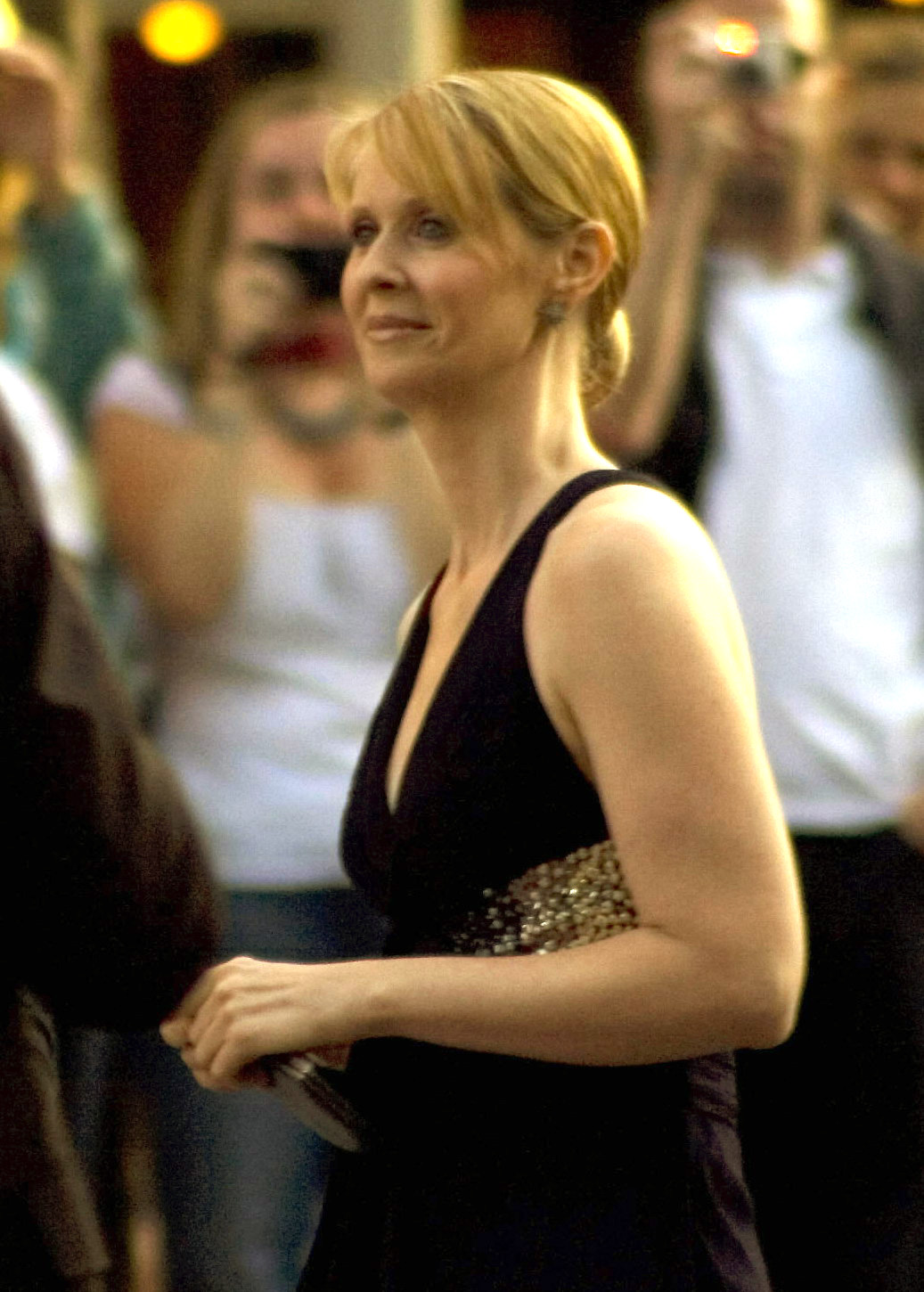
Синтія Ніксон на прем'єрі фільму у Берліні
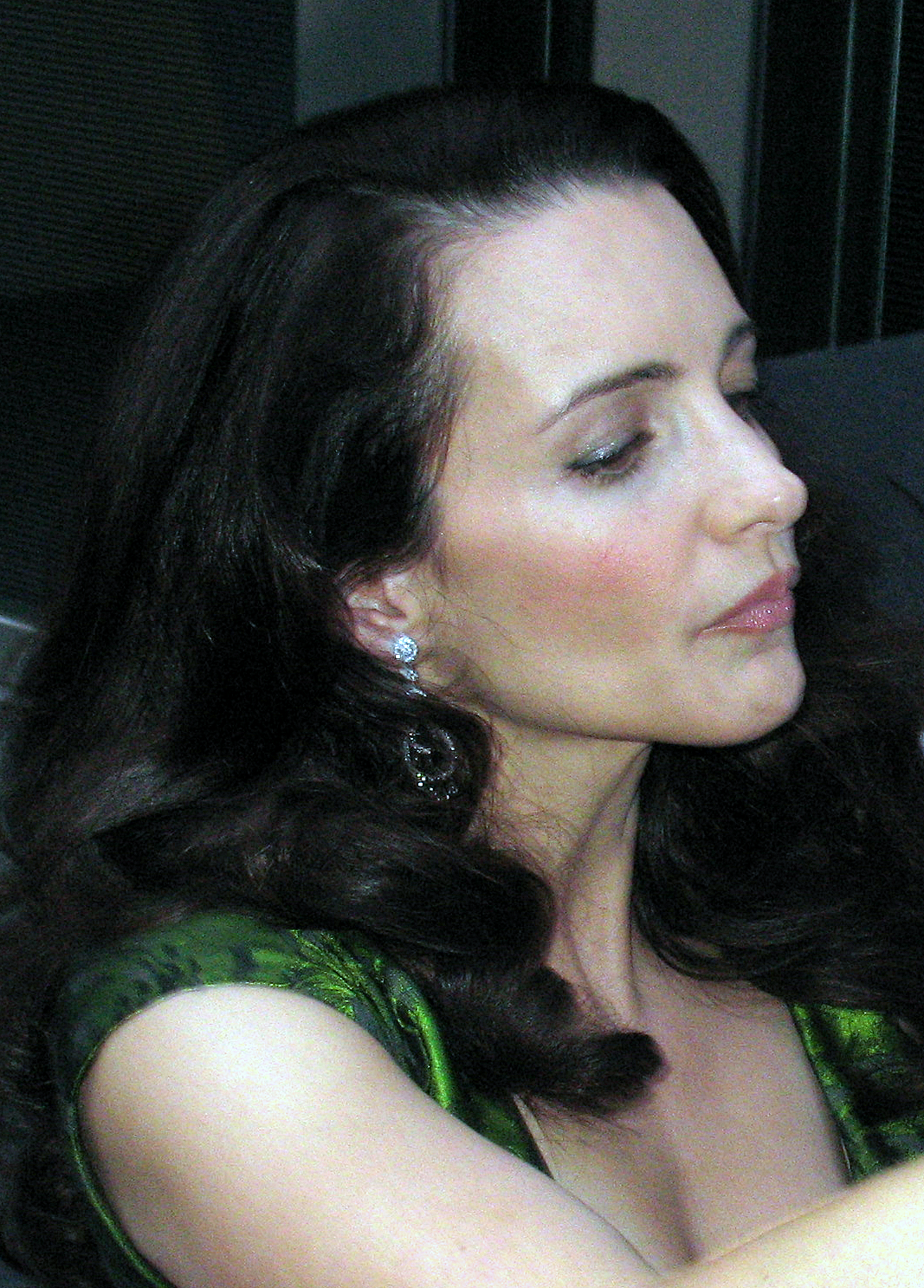
Крістін Девіс на прем'єрі фільму у Берліні
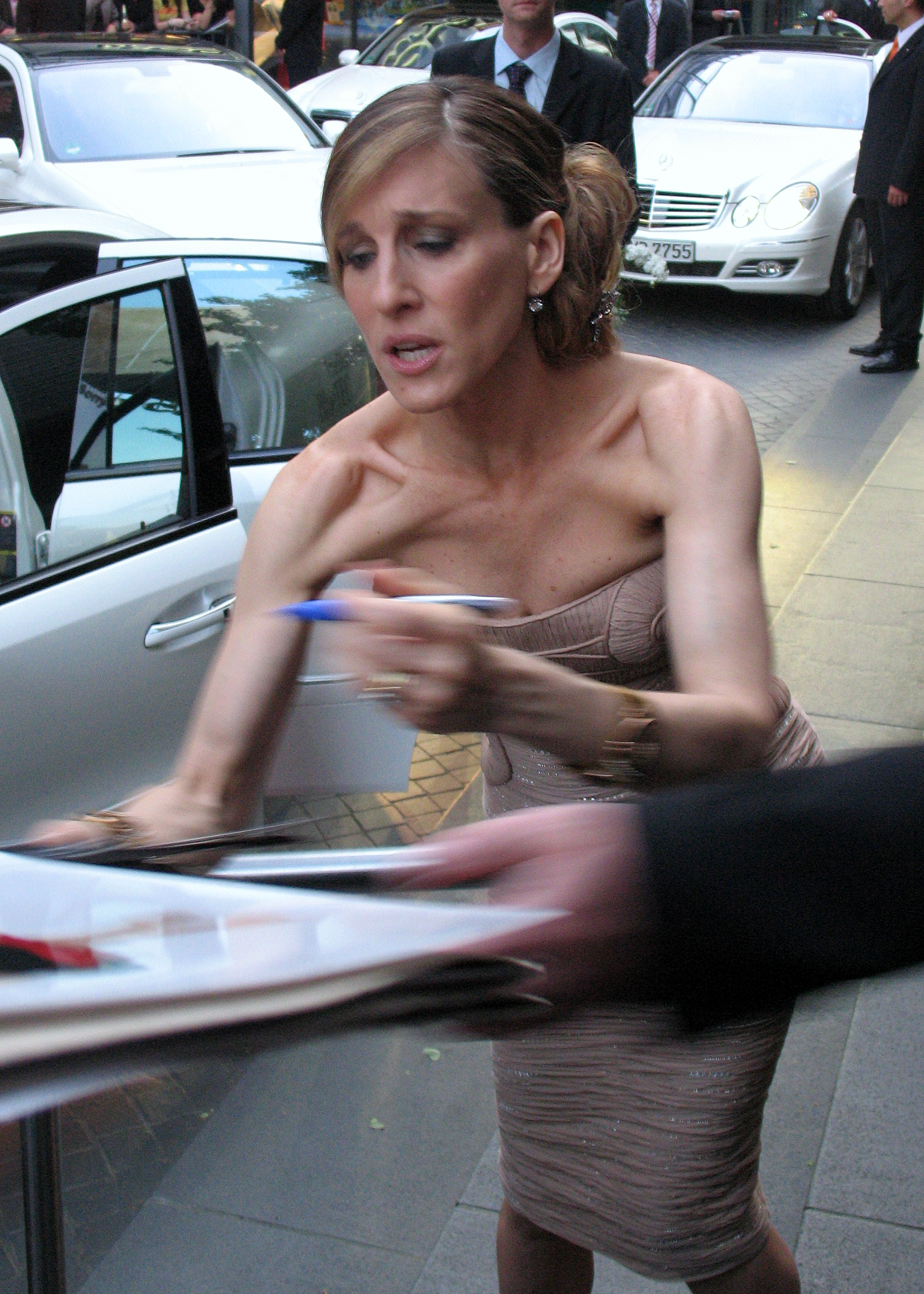
Сара Джессіка Паркер на прем'єрі фільму у Берліні